# 第四届全国体育大会
第四届全国体育大会于2010年5月16日至5月26日在安徽省合肥市举行。与会代表队56队，包括省、市、自治区、解放军、行业体协。

## 吉祥物、主题口号、会歌
第四届全国体育大会的吉祥物为高举火炬的喜鹊形象，火炬象征体育运动精神。主题口号为“徽风和韵、活力中国”。会歌为《大家一起来》。

## 项目
蹼泳、滑水、摩托艇、中国式摔跤、公开水域游泳、救生、健美操、技巧、室内五人制足球、地掷球、三人篮球、台球、壁球、保龄球、高尔夫球、跳伞

## 参赛队伍
- 31省市区：北京、天津、上海等；
- 港澳：香港、澳门；
- 计划单列市：青岛市、厦门市、宁波市、深圳市、大连市；
- 行业体协：火车头体协、煤矿体协、前卫体协、林业体协、通信体协、航天体协、航空体协、冶金体协、水利体协、电力体协、化工体协、建工体协、电子体协、石化体协、石油体协、中国科学体协；
- 其他：解放军、新疆生产建设兵团。